# Tipula diardis
Tipula diardis är en tvåvingeart som beskrevs av Alexander 1969. Tipula diardis ingår i släktet Tipula och familjen storharkrankar. Inga underarter finns listade i Catalogue of Life.